# James Burke (historiador)
James Burke (nascido em 22 de dezembro de 1936) é um historiador, autor e produtor de televisão britânico mais conhecido por sua série de documentários para TV com foco na história na ciência e tecnologia.